# Mercury-Atlas 5
A Mercury-Atlas 5 (MA-5) foi a quinta missão do Programa Mercury, a utilizar o foguete Atlas LV-3B. O lançamento, ocorreu em 29 de novembro de 1961 a partir do Centro de lançamento de Cabo Canaveral na Flórida. A capsula Mercury dessa missão, conduzia o chipanzé Enos. Essa missão efetuou duas órbitas.
A missão foi agenda por insistência da cúpula do projeto em enviar um chimpanzé num voo orbital antes de tentar fazer o mesmo com um ser humano.
A missão original previa três órbitas, porém, algumas estações de rastreamento, reportaram problemas no controle de atitude da capsula e uma
elevação inesperada da temperatura ambiente, o que precipitou a reentrada.
A missão certificou: a capacidade da capsula Mercury em sustentar a vida do primata nas situações de: lançamento e voo, órbita, reentrada e amerrissagem. O voo da capsula Mercury teve a duração de 3 horas e 22 minutos, A capsula foi recuperada 1 hora e 15 minutos depois da amerrissagem, no Oceano Atlântico.
A espaçonave Mercury usada nessa missão (a de numero 9), está atualmente em exposição no Museum of Life and Science, Durham, Carolina do Norte.